# Psychotria leptophylla
Psychotria leptophylla är en måreväxtart som beskrevs av William Philip Hiern. Psychotria leptophylla ingår i släktet Psychotria och familjen måreväxter. Inga underarter finns listade i Catalogue of Life.